# Emyn Muil

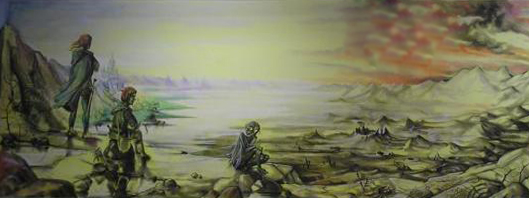
Frodo, Sam en Gollem in de Emyn Muil.

Emyn Muil (Nederlands: Heuvels van Somberheid) is een fictieve heuvelrug uit In de Ban van de Ring van J.R.R. Tolkien.
De heuvelrug ligt ten zuiden van de Bruine Landen en ten oosten van de Anduin. Het omgeeft het lange meer Nen Hithoel en eindigt net boven de monding van de Onodló in de Anduin. De heuvels zijn eigenlijk geen heuvels, maar vlijmscherpe rotspunten waar het bijna onmogelijk is om door te trekken.
In het jaar 3019 van de Derde Era reisden Frodo Balings en Sam Gewissies, nadat het Reisgenootschap bij Nen Hithoel uit elkaar was gevallen, door de Emyn Muil naar Mordor. Hier raakten zij verdwaald totdat zij Gollem op hun pad vonden.